# Hôtel de préfecture du Val-de-Marne
La préfecture du Val-de-Marne est une préfecture représentant les services de l'Etat dans le département du Val-de-Marne, qui fut officiellement créé par la loi n ° 64-707 du 10 juillet 1964 portant réorganisation de la région parisienne. Son adresse géographique est située avenue du Général-de-Gaulle, à Créteil, même si aucun numéro de rue n'est indiqué sur le bâtiment. L'adresse postale spécifique est  : Préfecture du Val de Marne, 21/29 Avenue Général de Gaulle 94038 CRETEIL CEDEX .

## Bâtiment
Située sur les bords du lac de Créteil, lac artificiel dont les premiers travaux ont débuté à la fin de l'année 1968, elle est l'œuvre de l'architecte Daniel Badani, ancien Prix de Rome, architecte en chef  des bâtiments civils et palais nationaux et a vu son opération de " première pierre " se dérouler le 21 janvier 1968. Après des travaux qui ont duré environ deux ans et dix mois, elle a ouvert au public en novembre 1970, même si son inauguration officielle s'est déroulée un an après, le 18 novembre 1971,  par le président Georges Pompidou, à l'occasion du dixième anniversaire  du district de la région parisienne. 
Elle constitue un bâtiment d'une hauteur de 7 étages (comptant un étage de desserte technique) et comprend des zones de bureaux pour les services de l'Etat (sur trois étages) et pour le conseil départemental du Val de Marne (sur deux étages complets et une partie du troisième étage), transformation au 1er janvier 2015 du conseil général du Val de Marne qui fut créé officiellement le 1er janvier 1968. Ce bâtiment est aussi zone de résidence pour deux hautes autorités de l'Etat : le sous-préfet hors classe, secrétaire général de la  préfecture - jusqu'au 1er septembre 2022, date à laquelle le préfet délégué à l'égalité des chances a pris sa place et le sous-préfet, directeur du cabinet.   
Le bâtiment comporte également une zone de restauration collective  située au 6ème étage et réservée aux personnels de la préfecture et du conseil départemental du Val de Marne. Le bâtiment comporte également deux étages en sous sol et un garage établi sur deux niveaux, l'un étant souterrain.  
De plus, il a été construit un bâtiment annexe réservé au service d'accueil et de réception des étrangers. Ce bâtiment est relié au bâtiment central  par un corridor latéral. Ce bâtiment a été construit après 1982.  
La structure de ce bâtiment de plus de 100 mètres de long est l'une des plus remarquables du quartier du Front de Lac. Ce bâtiment abrite également le cabinet du président du conseil départemental du Val de Marne, deux directions de cette collectivité locale - qui emploie environ 9000 agents en 2024 - et des salles de réunion, dont l'occupation est partagée entre les services de l'Etat et le conseil départemental. Le hall possède une œuvre de Bengt Olson et une grande tapisserie de Georges Mathieu, qui a été remplacée entre novembre 2022 et fin 2023  par une autre œuvre d'art, d'un artiste contemporain, faisant suite à une demande relative à une exposition temporaire des œuvres de Georges Mathieu.
Dans le cadre du 1% artistique, Jean Cardot réalise entre 1973 et 1975 un monument face à la préfecture. Dédié à la Résistance et à la Déportation dans le Val-de-Marne, il est en fonte d'aluminium. Au vu de sa forme ronde spécifique, il est surnommé familièrement par les Val de Marnais " l'oeuf " .
Devant la préfecture, au coin de l'avenue du Général-de-Gaulle et de la rue Edmond-de-Goncourt, un monument est dédié aux Val-de-marnais morts pendant la guerre d'Algérie (entre le 1 er novembre 1954 et le 3 juillet 1962, date de l'indépendance de l'Algérie) et au cours des combats entre forces armées françaises et indépendantistes du Maroc et de Tunisie, qui se sont déroulés avant l'indépendance de ces deux pays, au cours de l' année 1956. 

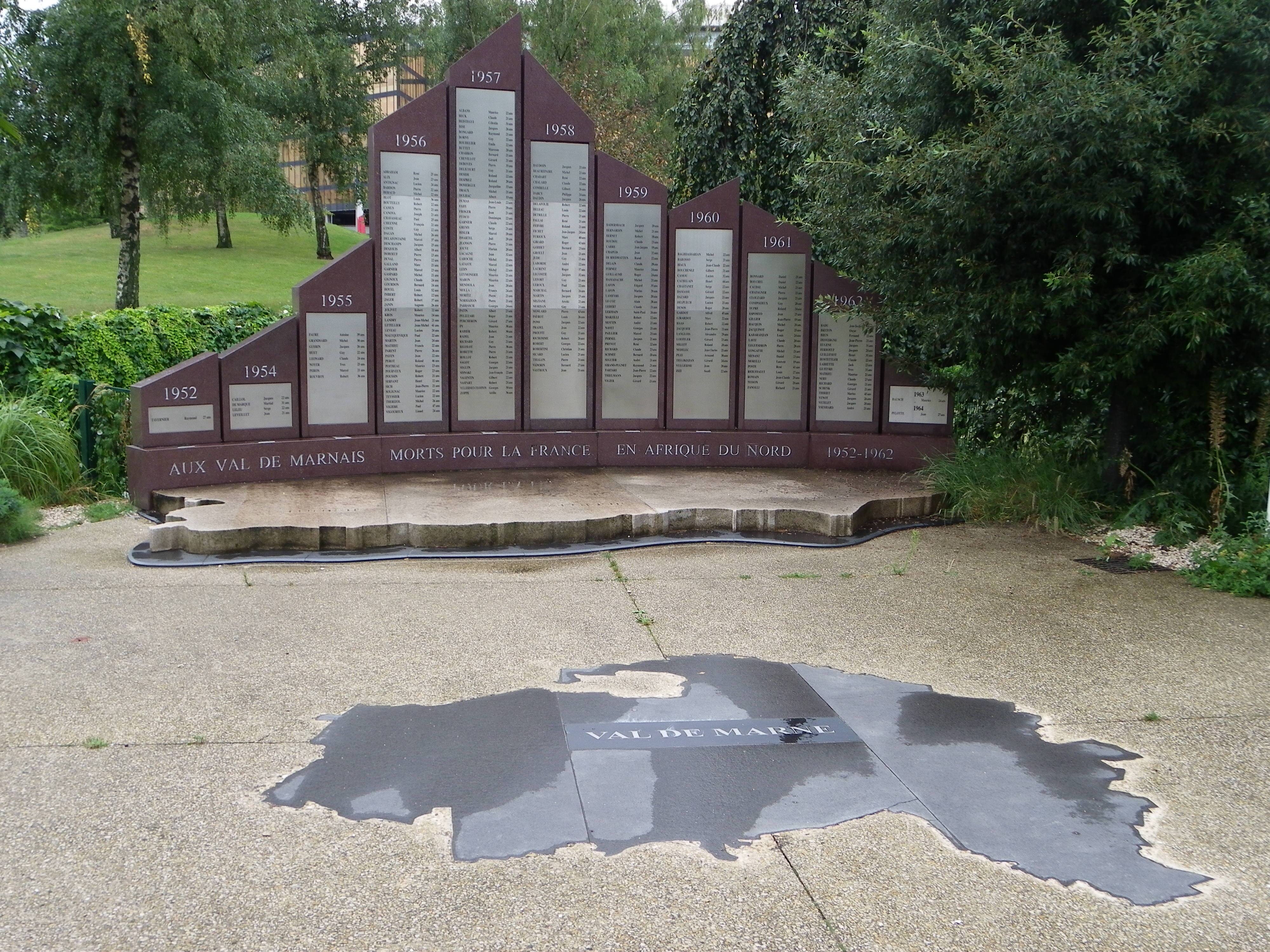
Monument d'hommage aux Val-de-marnais morts pendant la guerre d'Algérie et les combats du Maroc et de Tunisie entre 1952 et 1962 (préfecture du Val-de-Marne à Créteil)